# Josef Hoch
Josef Hoch (* 5. Januar 1960 in Haren (Ems)) ist Präsident des Unabhängigen Kontrollrates und ein deutscher Richter am Bundesgerichtshof, dessen Rechte und Pflichten aus dem Richterverhältnis für die Dauer der Bestellung zum Präsidenten des Kontrollrates ruhen. Einige der von ihm am Landgericht Berlin geleiteten Verfahren stießen auf großes Medienecho, unter anderem der 1997 abgeschlossene SED-Politbüro-Prozess gegen Erich Mielke und andere Politiker sowie das Verfahren gegen Manager der Berlin Hyp ab 2005. 2007 wurde er zum Vorsitzenden Richter am Kammergericht Berlin befördert. Unter seinem Vorsitz wurden eine Reihe umfangreicher Verfahren gegen Mitglieder und Unterstützer terroristischer Vereinigungen abgeschlossen. 2016 wurde Josef Hoch zum Richter am Bundesgerichtshofes ernannt. Dort war er im 3. Strafsenat tätig.

## Leben

### Juristische Laufbahn
Josef Hoch studierte an der Freien Universität Berlin Rechtswissenschaften und trat nach Abschluss seiner juristischen Ausbildung am 2. Januar 1990 in den höheren Justizdienst des Landes Berlin ein. Er war zunächst zwei Jahre als Staatsanwalt tätig, bevor er als Richter in verschiedenen Zivil- und Strafkammern des Landgerichts Berlin eingesetzt war.
1998 wurde Josef Hoch Vorsitzender einer Berufungskammer in Strafsachen und zugleich stellvertretender Vorsitzender der Kammern für Wirtschaftsprüfer- und Steuerberatersachen.
Am 15. Februar 1999 wurde Josef Hoch zum Vorsitzenden Richter am Landgericht Berlin befördert. Im Jahr 2003 übernahm er den Vorsitz eines Schwurgerichts und zugleich einer Strafvollstreckungskammer. Ab 2004 bearbeitete er als Vorsitzender einer Wirtschaftsstrafkammer komplexe Wirtschaftsstrafsachen.
Am 2. Mai 2007 wurde Josef Hoch zum Vorsitzenden Richter am Kammergericht befördert. Er übernahm dort den Vorsitz des 1. Strafsenats des Kammergerichts, der für Verfahren aus den Bereichen Terrorismus, Spionage und Staatsschutz zuständig ist.
Am 17. März 2016 wählte der Bundesrichterwahlausschuss Josef Hoch zum Richter am Bundesgerichtshof.
Am 4. Oktober 2016 wurde Josef Hoch durch Bundespräsident Joachim Gauck zum Richter am Bundesgerichtshof ernannt. Er wurde dem 3. Strafsenat zugewiesen, der unter anderem für Revisionen in Strafsachen für die Oberlandesgerichtsbezirke Celle, Düsseldorf, Oldenburg und Koblenz sowie für Staatsschutzsachen zuständig ist. Seit Januar 2018 war er stellvertretender Vorsitzender dieses Senats.
Im Nebenamt ist Josef Hoch Vorsitzender des Unabhängigen Gremiums, das die strategische Fernmeldeaufklärung des Bundesnachrichtendienstes überwacht. Er folgte auf Gabriele Cirener, die zum 28. August 2019 aus dem Gremium ausschied. Das Parlamentarische Kontrollgremium wählte ihn am 21. Mai 2021 zum Mitglied des gerichtsähnlichen Kontrollorgans des Unabhängigen Kontrollrates und zum Präsidenten des Unabhängigen Kontrollrates, der zum 1. Januar 2022 die Aufgaben des Unabhängigen Gremiums übernimmt. Der Bundespräsident hat am 8. Juni 2021 Josef Hoch zum Präsidenten der Behörde ernannt; damit ruhen Rechte und Pflichten aus dem Richterverhältnis.

### Wichtige Verfahren
Josef Hoch leitete einige Verfahren, die große Medienaufmerksamkeit erhielten.
Ab 1994 war er am Berliner Landgericht an den Verfahren gegen den früheren Minister für Staatssicherheit Erich Mielke und an dem 1997 abgeschlossenen SED-Politbüroprozess gegen Egon Krenz, Günther Kleiber, Günter Schabowski und andere SED-Politiker beteiligt. Josef Hoch rückte am 17. November 1995 vom Beisitzer zum Vorsitzenden auf, weil der ursprüngliche Vorsitzende Hansgeorg Bräutigam von einer anderen Strafkammer für befangen erklärt worden war, und führte den Prozess bis zum Schluss.
Auch in dem Verfahren gegen mutmaßlich korrupte Dekra-Prüfer führte Hoch den Vorsitz.
Die Eröffnung eines Prozesses gegen Ex-Stadtentwicklungssenator Peter Strieder und Finanzsenator Thilo Sarrazin wegen der Affäre um das Tempodrom lehnte Hochs Strafkammer ab.
Ab 2005 führte er im Verfahren um den sogenannten Berliner Bankenskandal die Verhandlungen im Untreueverfahren gegen 13 Vorstandsvorsitzende und Aufsichtsratsvorsitzende der Berliner Hypotheken- und Pfandbriefbank AG, darunter Klaus-Rüdiger Landowsky.
Im Mai 2007 übernahm Josef Hoch den Vorsitz des 1. Strafsenats des Kammergerichts, der unter anderem für Völkermord, Kriegsverbrechen, Staatsschutz und Außenwirtschaftsrecht zuständig ist. Der Senat schloss eine Reihe umfangreicher Verfahren gegen Mitglieder und Unterstützer terroristischer Vereinigungen ab, darunter Al-Qaida, Islamische Jihad Union (IJU), Liberation Tigers of Tamil Eelam (LTTE), Junud al Sham, Deutsche Taliban Mujahideen (DTM), Revolutionäre Volksbefreiungspartei-Front (DHKP-C), Arbeiterpartei Kurdistans (PKK) und militante gruppe (mg). Beispielsweise wurde das Verfahren gegen die Ehefrau des Anführers der sogenannten Sauerland-Gruppe unter Vorsitz von Josef Hoch geführt. Der Senat bearbeitete auch Verfahren wegen Spionage, Landesverrats, Proliferation, Verschleppung, Geiselnahme und Nötigung von Mitgliedern eines Verfassungsorgans.
2014 führte Josef Hoch den Vorsitz in dem Prozess gegen einen 24-Jährigen, der mit einer Schreckschusspistole einen ICE entführen wollte. Der junge Mann beabsichtigte, Bundespräsident Joachim Gauck, Bundeskanzlerin Angela Merkel und Außenminister Frank-Walter Steinmeier zu einer politischen Stellungnahme zu zwingen. Darin sollten diese die vermeintliche Anerkennung des Staates Palästina durch Schweden, Großbritannien und Spanien verurteilen.

## Veröffentlichungen
Josef Hoch arbeitet am Satzger / Schluckebier / Widmaier-Kommentar zur Strafprozessordnung mit, der im Carl Heymanns Verlag erscheint.